# أبو فرج
أبو فرج قرية سورية تتبع ناحية سلحب في منطقة السقيلبية في محافظة حماة. بلغ عدد سكانها 834 نسمة في عام 2004 حسب إحصاء المكتب المركزي للإحصاء.
تتبع بلدية حورات عمورين، يعمل السكان بالزراعة وأهمها زراعة القطن والقمح والأشجار المثمرة إضافة لبعض الأعمال والحرف الصناعية وكذلك التجارة.

## وصلات خارجية
- الوحدات الإدارية في محافظة حماة